# Гауптвахта на Сенной площади
Гауптвахта на Сенной площади — памятник архитектуры. Расположен в Санкт-Петербурге, современный адрес дома — Садовая улица, 37, Спасский переулок, 13, Сенная площадь 1х.

## История
Первое здание гауптвахты было построено на Сенной в XVIII веке. Современное строение сооружено в 1818—1820 годах В. И. Беретти; согласно источникам, это единственное сохранившееся здание, «типичное для застав и караульных домов начала XIX в. в городах России» (при этом схожее здание гауптвахты 1824—1826 годов постройки находится на главной площади Костромы).
В марте 1874 года в здании содержался под арестом за нарушение цензуры Ф. М. Достоевский, редактор журнала «Гражданин». Телесные наказания крепостных в XVIII — начале XIX века проходили на Сенной площади именно перед входом гауптвахты.
С 1886 года (или 17 ноября 1891 года) в здание въехала Городская санитарно-аналитическая станция, проверявшая привезенные на продажу продукты. Лаборатория работала ежедневно с 8 утра до 5 вечера, кроме праздников. На первом этаже помещались приёмная, большой рабочий зал (в шкафах которого хранились аппараты и приборы), комнаты для весовых и микроскопических исследований и «сероводородная» комната (с прибором для синтеза сероводорода, спектроскопом и поляризационным прибором). Для обстановки Городская управа выкупила оборудование у частных организаций, Общества охранения народного здравия и аналитической станции Зверинцева. На втором этаже в 1891—1895 годах проживал старший лаборант Щербаков М. Ф., в 1895 году этаж был отдан бактериологическому отделению. В 1891 году здание подверглось внутренней перестройке ради нужд лаборатории при сохранении внешнего вида. После 1917 года лабораторию несколько раз переименовывали.
До Первой мировой войны в доме был расположен парфюмерно-аптекарский магазин французской фирмы «Дом Фрер».
«…во время наводнения [1924 года] вода залила химическое отделение, помещавшееся на 1 этаже; в рабочем зале вода стояла на 48 см от полу. После наводнения пол в рабочем зале стал грозить провалом». После ремонта в 1926 году в бывшей гауптвахте разместили лабаз, в 1934 году в нём был продуктовый магазин, с 1936 года — строительная контора Горпромторга, в 1957—1987 годах — междугородный автовокзал № 1. В 1994 году в отделе рептилий Ленинградского зоопарка случился пожар; А. А. Собчак распорядился предоставить террариуму здание гауптвахты. В 2004 году пожар случился вновь, уже на новом месте, вследствие чего погибло около 150 пресмыкающихся. На 2020-е годы в здании расположено Городское туристско-информационное бюро.

## Архитектура
Обращено фасадом к центру Сенной площади, расположено в северном её углу, было симметрично входу Спаса на Сенной. За основным корпусом ранее за металлической оградой стояли служебные постройки. Главный фасад украшен портиком с четырьмя тосканскими колоннами (что также было созвучно виду располагавшейся рядом церкви) и барельефами с воинскими доспехами на метопах.

## Галерея

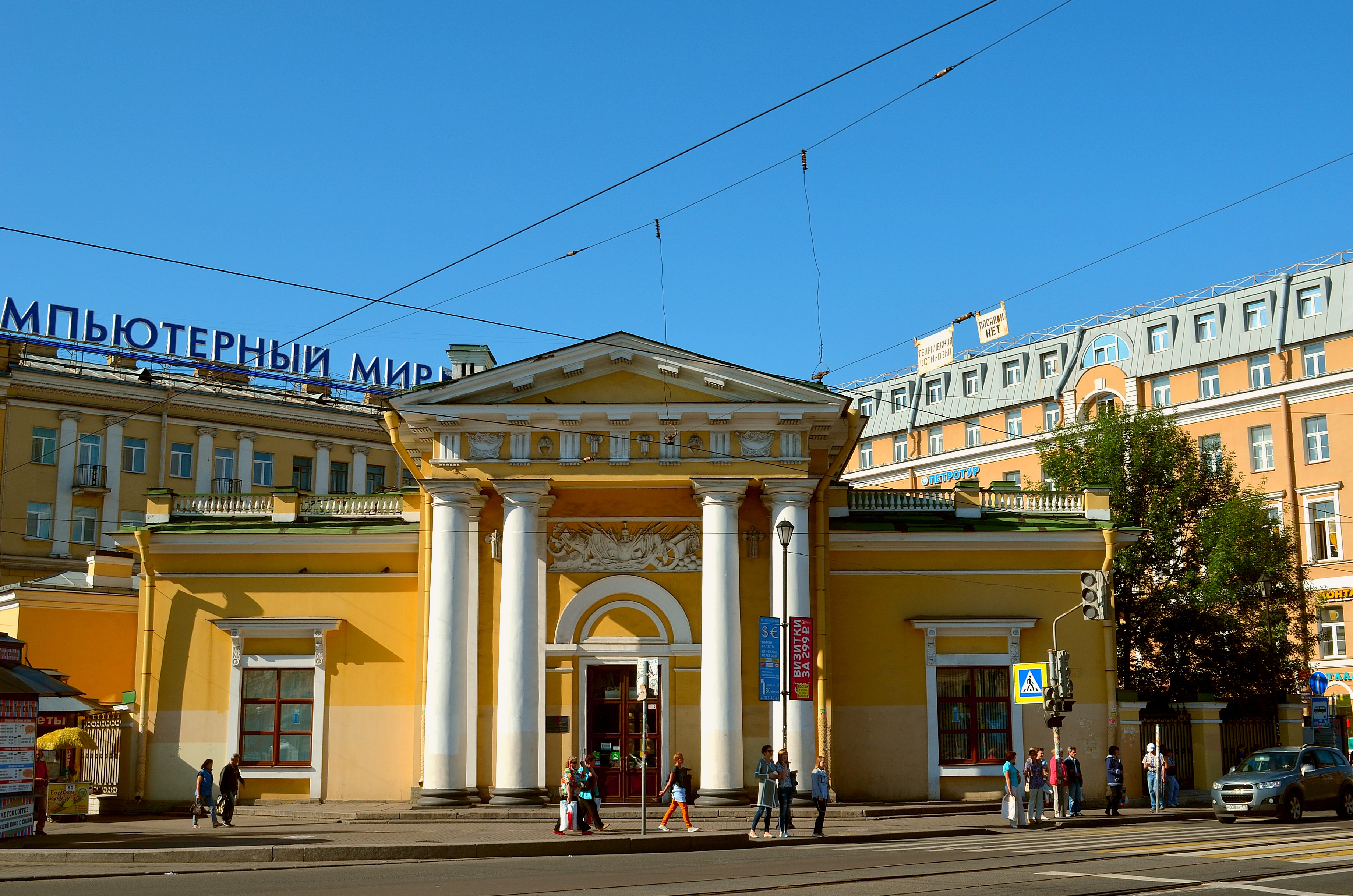
Вид спереди
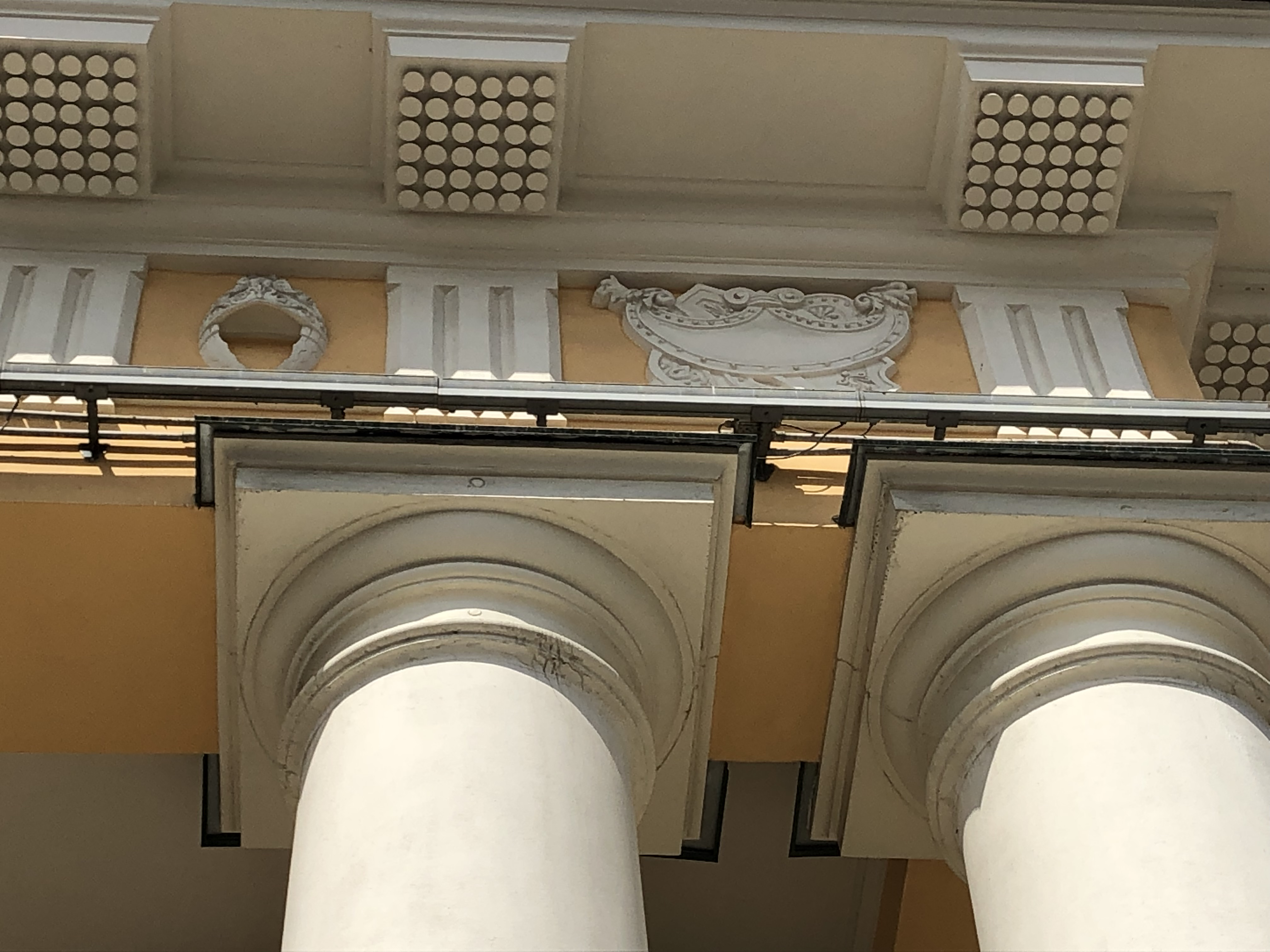
Оформление портика. Фрагмент
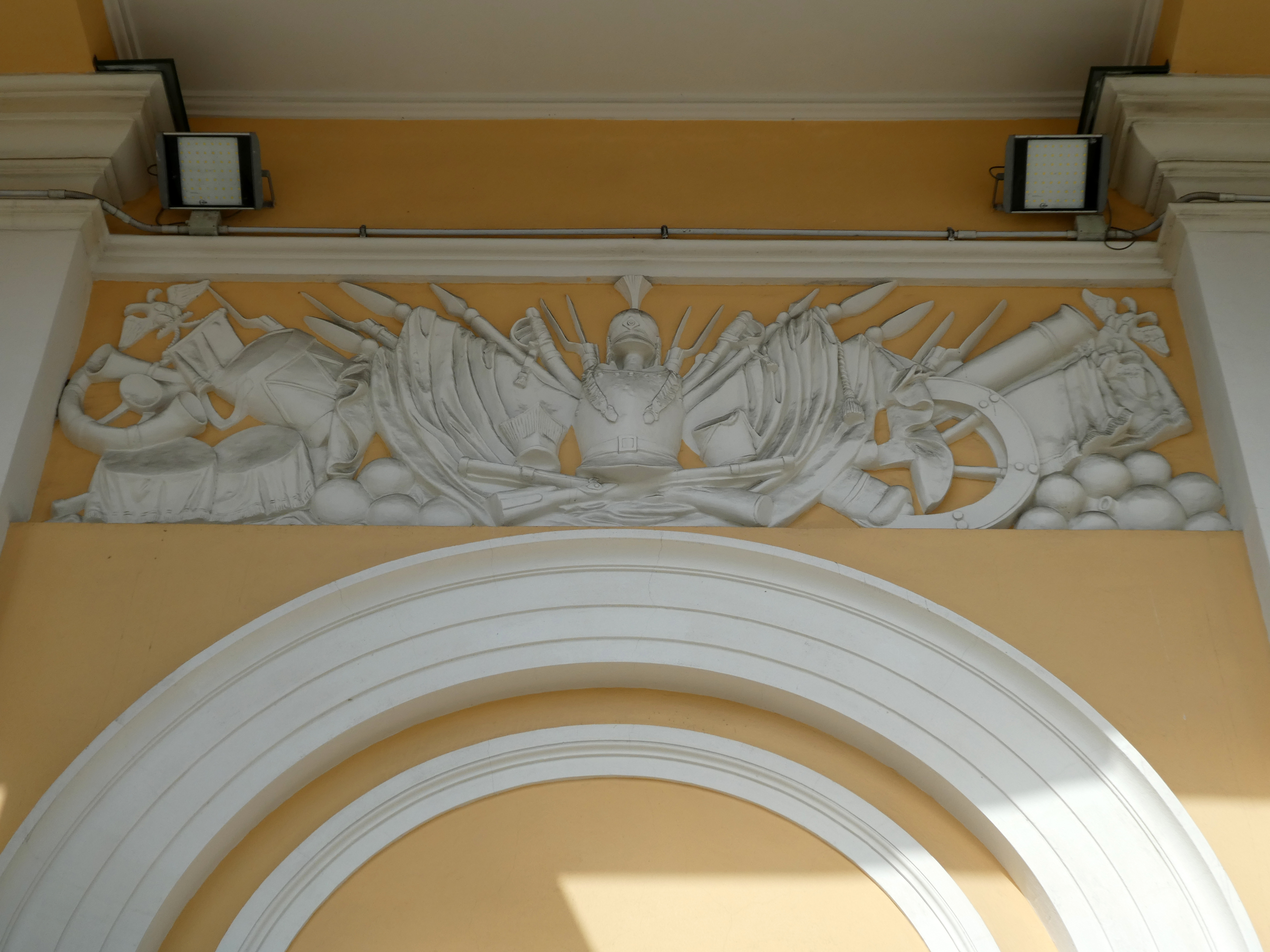
Барельефы на метопах
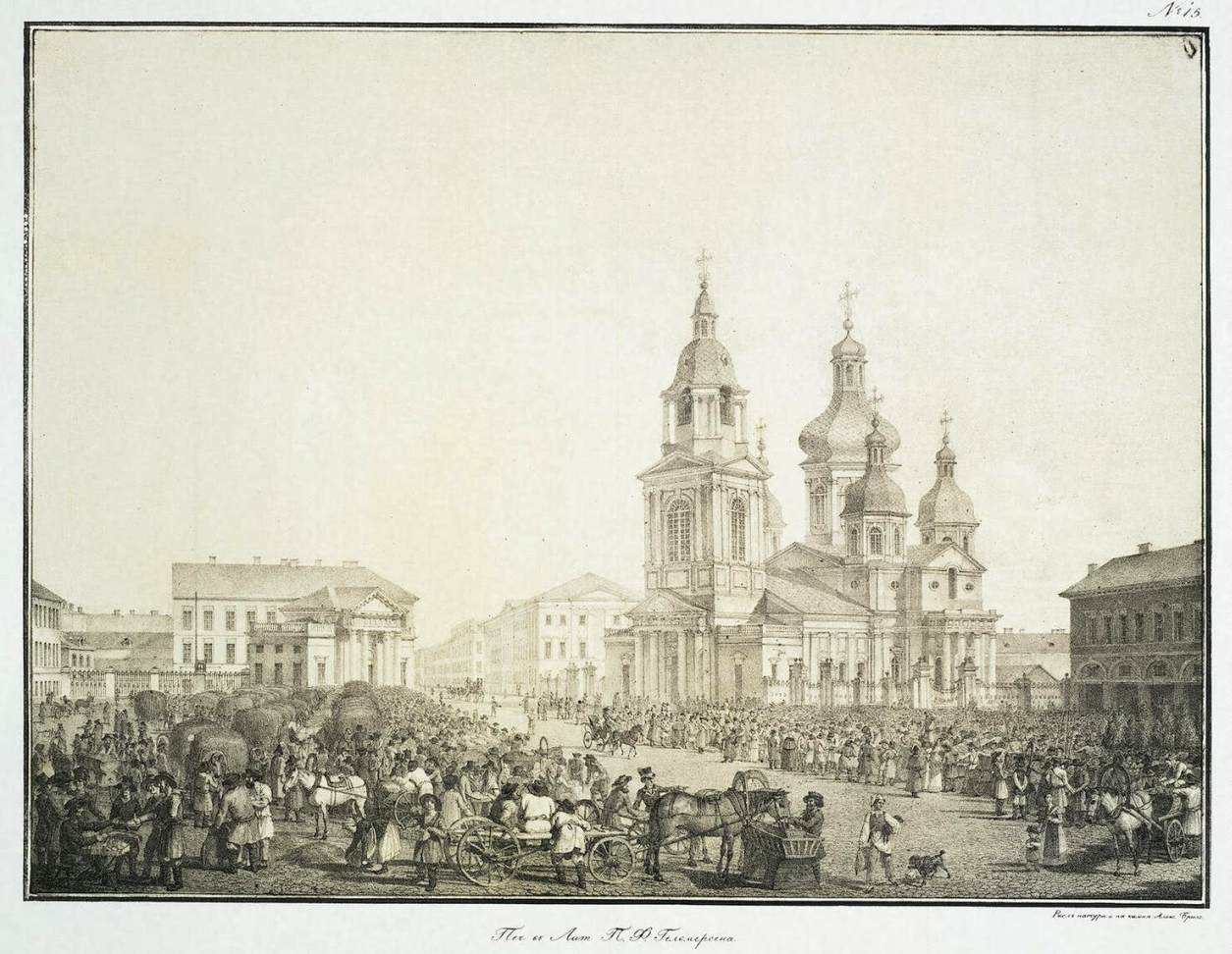
1822 год. А. П. Брюллов, Сенная площадь
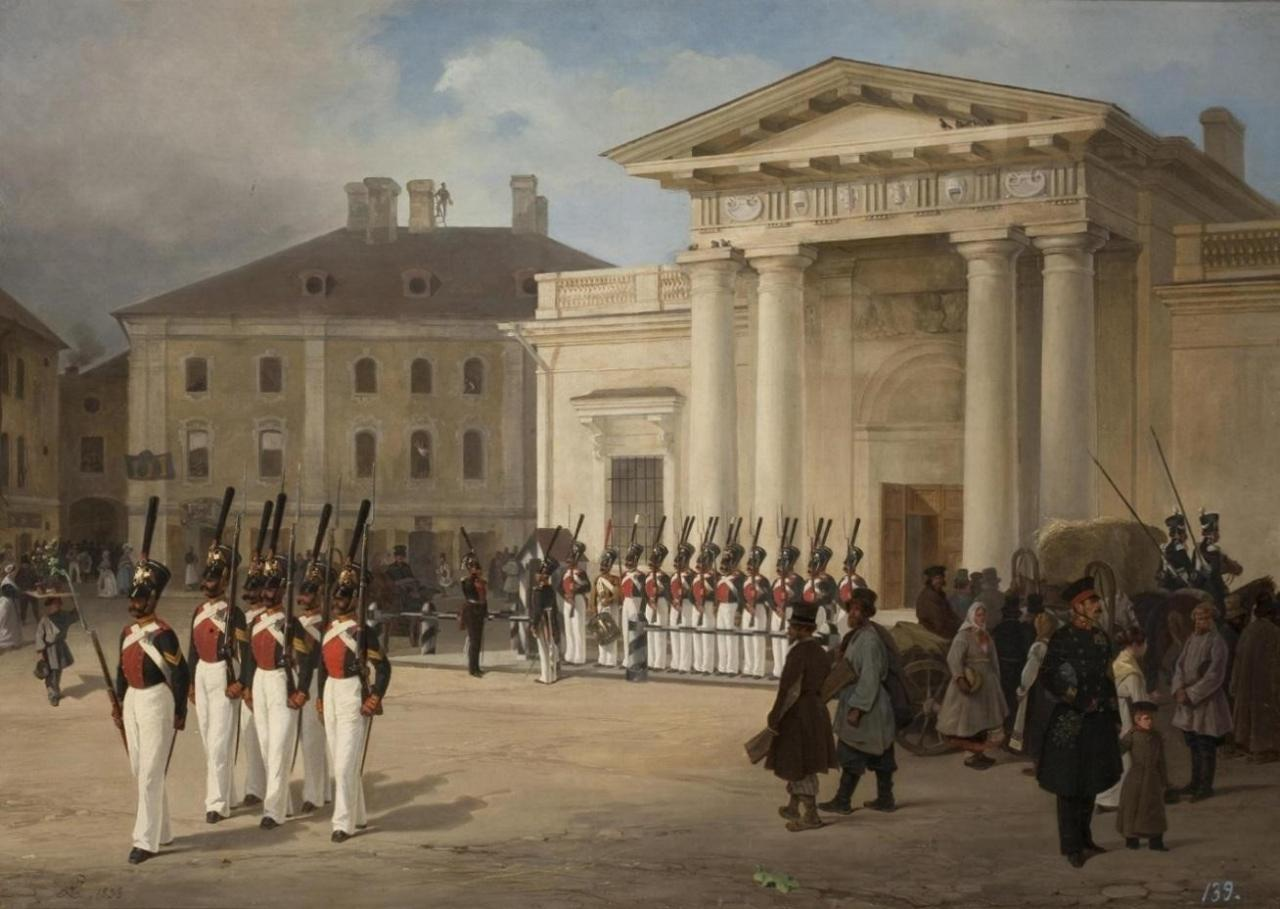
1838 год. Ладюрнер А. И. Развод караула лейб-гвардии Московского полка.
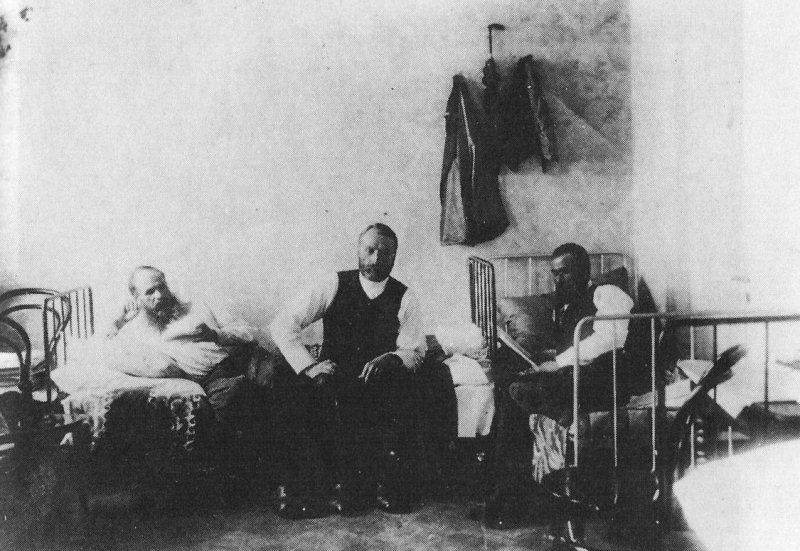
Достоевский во время ареста
- Городская лаборатория. Комната для работ с сероводородом. Комната для весов и микроскопических работ. Приёмная